# Federico Tursi
Federico Nicolás Tursi (28 de octubre de 1991, Buenos Aires, Argentina) es un futbolista Argentino. Se desempeña como portero. Sus inicios fueron en Club Atlético Tigre, donde se inició como profesional, debutando en 2011, luego pasando por Club Racing de Olavarría. En 2014 emigró hacia Ecuador jugando para la serie B de dicho país. Regresando al país su paso fue por Deportivo Merlo donde ascendió a la B metropolitana , luego siguió su carrera por el Club Acassuso.   

## Clubes
| Club                | País      | Año       |
| ------------------- | --------- | --------- |
| Tigre               | Argentina | 2011-2012 |
| Racing de Olavarria | Argentina | 2013-2014 |
| Municipal Cañar     | Ecuador   | 2014-2015 |
| Liga de Portoviejo  | Ecuador   | 2016      |
| Deportivo Merlo     | Argentina | 2016-2018 |
| Acassuso            | Argentina | 2018      |
| Deportivo Merlo     | Argentina | 2019-2020 |
| Acassuso            | Argentina | 2020-2022 |